# Wściekłość (emocja)

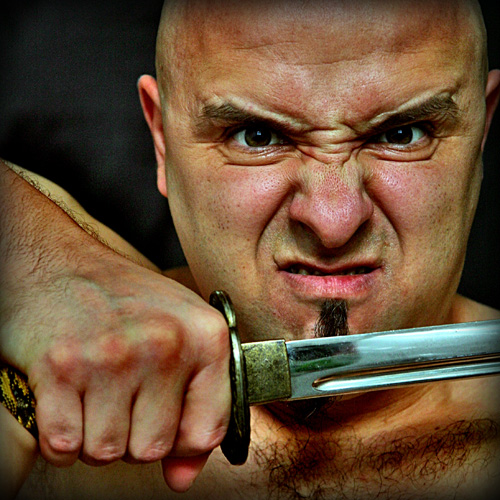
Wściekłość często prowadzi do przemocy.

Wściekłość – stan emocjonalny skrajnego wzburzenia powodowany ogromnym gniewem, zwykle łatwo rozpoznawalny przez otoczenie osoby będącej w tym stanie.